# Martin Klinkenberg
Martin Klinkenberg (* 19. Dezember 1984 in Aachen) ist ein deutscher Schauspieler.

## Leben
Klinkenberg machte im Jahr 2006 einen Abschluss am St. Leonard Gymnasium Aachen. Anschließend begann er im Jahr von 2007 ein Schauspielstudium an der Studiobühne Siegburg, welches er 2011 abschloss. Nach Abschluss des Studiums erlangte er im Jahr 2012 ein Engagement am Mecklenburgischen Landestheater Parchim. Dort ist er neben der schauspielerischen Tätigkeit im Ensemble auch mitverantwortlich für die Inszenierung der Stücke des – zum Staatstheater gehörigen – Theaterjugendclubs. Für die erste Inszenierung erhielt er 2013 gemeinsam mit Kollegin Carolin Bauer den Förderpreis für Kunst- und Kulturarbeit mit Kindern und Jugendlichen.

## Produktionen
- 2005–2011 PETER PAN Regie: Renate Zieger[1]
- 2005–2011:  Was ihr wollt, Regie: René Böttcher | Museum Siegburg
- 2005–2011: Dear Wendy, Regie: Volker Maria Engel | Museum Siegburg
- Im weißen Rössl, Regie: Thomas Ott-Albrecht
- Ein Herz und eine Seele, Regie: Katja Mickan
- Traumjobs, Regie: Marlene Eiberger
- Efeu und die Dicke, Regie: Elmar Thalmann
- Die Mausefalle, Regie: Thomas Ott-Albrecht
- Emmas Glück, Regie: Katja Mickan
- Trennung für Feiglinge, Regie: Katja Mickan
- Am Samstag kommt das Sams zurück, Regie: Michael Jurgons
- Die Bremer Stadtmusikanten, Regie: Thomas Ott-Albrecht
- Auf ein Bier am Klavier, Regie: Katja Mickan
- Das Dorf ist still. Still ist die Nacht. Die Mutter schläft. Die Tochter wacht., Regie: Jörg Kleinau
- Eifer sucht Sehnsucht, Regie: Kata Mickan
- In einer Winternacht
- Frau Holle, Regie: Katja Mickan
- Michel in der Suppenschüssel, Regie: Stefan Haufe
- Familie Braun, Regie: Katja Mickan

### Regiearbeiten
- 2013: Picknick im Felde – Auszeichnung mit dem Förderpreis für Kunst- und Kulturarbeit mit Kindern und Jugendlichen[2]
- 2014: Ein Sommernachtstraum
- 2015: 35. Mai
- 2016: Peter Pan
- 2017: Rattenklatschen
- 2017: Alice im Wunderland